# Tyrone (Oklahoma)
Tyrone – miasto w Stanach Zjednoczonych, w stanie Oklahoma, w hrabstwie Texas.